# Cultura de la Unión Soviética
La cultura de la Unión Soviética pasó por varias etapas durante los 69 años de existencia de la Unión Soviética y fue enriquecida por personas de distintas nacionalidades en cada una de 15 repúblicas de la Unión. El Estado soviético apoyó a las instituciones culturales, pero también llevó a cabo una estricta censura. La cultura sirvió como instrumento para la consolidación del poder político y la construcción de una identidad colectiva soviética. Así, se generaron una serie de debates en torno a la cultura, particularmente en la esfera artística, que buscaban encontrar el lugar que debía tener el arte en este nuevo escenario. Era necesario renovar, repensar la cultura en el marco de un nuevo régimen.
Los años de Lenin se caracterizaron por un fervor revolucionario y la experimentación artística. Durante los primeros años del gobierno revolucionario soviético, se promovieron aquellos símbolos políticos, ritos y festivales que dieron lugar a la sacralización de las revoluciones soviéticas de 1917. Los valores soviéticos se expandieron a la vida cotidiana y a la producción cultural, el cine enalteció los principales acontecimientos bolcheviques, y el arte se expandió bajo una relativa libertad de experimentación, con predominio de los artistas de la izquierda más radical, interesados en el Proletkult y el futurismo.  Durante la implementación de la NEP, se expandió el constructivismo. A su vez, se generó una ampliación de la esfera cultural, con la creación de editoriales, revistas, compañías teatrales y de cine.
En los años de Stalin, la producción cultural y la retórica promovieron una visión utópica del mundo ruso, caracterizada por la centralidad de la industria y el nuevo hombre soviético. Con respecto al arte, se impuso el realismo socialista. Gran parte de la experimentación artística inicial fue reprimida, producto de la gran centralización del arte en el gobierno estalinista.

## Historia

### Los años de Lenin

#### Cultura revolucionaria
Durante la Revolución de Febrero de 1917 numerosos símbolos políticos con un papel primordial en la definición de la lucha. Una amplia gama de símbolos culturales, de ritos y festivales que ayudaron a convertir a la revolución en lo que fue. Se adoptaron tradiciones de la Revolución Francesa y se sacralizaron todas las revoluciones en general. Circulaba con frecuencia la “Marsellesa”, aunque la versión más popular en Rusia fue la “Marsellesa de los trabajadores”, una canción de protesta social, que apelaba a la clase trabajadora y a la gente hambrienta en su clamor por una guerra de clases. La iconoclastia fue un aspecto central de Febrero: la destrucción de los símbolos del régimen zarista era para los revolucionarios, la destrucción del Antiguo Régimen en sí.
El fervor revolucionario fue muy distinto en Octubre. Con la llegada de los bolcheviques al poder, no se logró atraer a tantos manifestantes como en febrero. Los bolcheviques atacaron instituciones estratégicas con significado militar no simbólico. El movimiento liderado por Vladimir Ilʹich Lenin buscó imponer la La Internacional como nuevo himno revolucionario dejando atrás la Marsellesa ya que se consideraba a esta como símbolo burgués de la revolución y hacía referencia a un poder “imperialista”. El relato oficial se empeñó en retratar un “Gran Octubre” como un acontecimiento triunfante. Esta visión se impuso también en los archivos oficiales. Durante el primer gobierno bolchevique y continuando en la época de Stalin, se buscó presentar a Octubre como una ocasión tan multitudinaria como la Revolución de Febrero.Al hacerse con el poder, los bolcheviques heredaron símbolos revolucionarios atractivos para las masas; símbolos como la bandera roja, que antes había compartido toda la izquierda, pero que ahora sería utilizada para legitimar el régimen bolchevique como único heredero y defensor de la revolución.

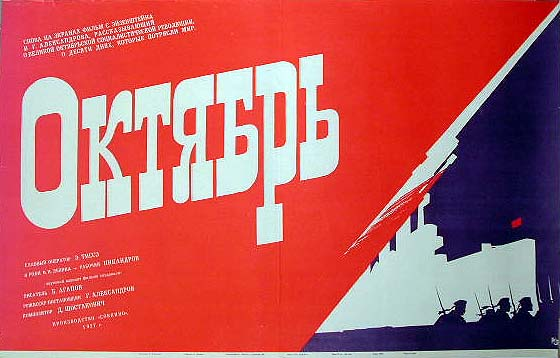
Póster de la película Octubre (1927)

Uno de los filmes clásicos de la propaganda soviética fue Octubre de Serguéi Eisenstein, estrenada por primera vez en 1928. Fue útil para la invención del discurso historicista sobre la Revolución de octubre y construcción de la memoria soviética. En la Primera Conferencia sobre Cine en 1928, cuando el partido comunista impone una forma única de contribuir a la producción cinematográfica y se exigen películas que promuevan el apoyo al partido y movilicen a las masas, se solicita eliminar las escenas de Trotsky en el filme Octubre.
Una característica de la actitud comunista hacia el arte y los artistas en el período entre 1918 y 1929, fue la relativa libertad y la experimentación significativa con varios y diversos estilos en un esfuerzo de encontrar un estilo soviético distintivo del arte. Esto era así en tanto los artistas estuvieran a favor del régimen. Sin embargo, durante el período de la guerra civil y el comunismo de guerra se generaron cambios y, sobre todo, pérdidas en la cultura rusa. Se produjo la emigración e incluso la muerte de gran cantidad de artistas y creadores. El poeta Aleksandr Blok es uno de los ejemplos de Rajmaninov y el de Ivan Bunin. Cabe destacar que, si bien algunas migraciones se dieron por voluntad propia, muchos artistas fueron expulsados de Rusia. La política de expulsión continuó durante toda la década del 20, en la cual Lenin buscó eliminar la oposición al régimen bolchevique de la esfera cultural.
Los grupos de izquierda más radical fueron los protagonistas de la esfera artística: el Proletkult y el futurismo. Sus programas estéticos se apoyaron en la búsqueda de una destrucción total de la tradición cultural y del arte burgués del siglo XIX, así como de la constitución de una cultura nueva, ligada a la vida y estrechamente vinculada al contexto social vigente. Frente a la “autonomía” del arte del siglo XIX, que aspiraba a un goce estético, estos grupos querían crear un arte útil a la revolución. Cabe destacar que entre futuristas y proletkults existieron diferencias. Los primeros fueron una vanguardia experimental y defendieron una revolución formal. Los segundos, los proletkults, sostuvieron el valor de un arte más cercano al gusto de las masas. Pensaban que los vanguardistas futuristas eran elitistas y oscuros. Así, mientras las obras del futurismo se caracterizaban por el color y las formas geométricas, y la representación de movimiento con cierto grado de abstracción, los artistas del Proletkult aspiraban a producir un arte útil que transmitiera un mensaje más directo y claro para la mayoría de los rusos en el contexto de la revolución y la instauración de una nueva sociedad. Además, querían que la producción misma del arte fuera proletaria y siguiera los valores del bolchevismo; pretendieron, así, instaurar una cultura proletaria desligada de cualquier relación con las clases explotadoras.
Al principio los artistas y los escritores obtuvieron una gran cantidad de libertad pero muchos huyeron de Rusia a causa de su oposición al gobierno bolchevique. Lenin era un hombre tradicional en el arte. Sentía rechazo hacia las vanguardias, los nuevos "ismos" (futurismo, expresionismo) y quería que el arte fuera conservado de la forma tradicional, sin embargo, no hizo nada para disuadir a la difusión del futurismo en Rusia.  Hay que tener en cuenta que los grupos de artistas llevaban adelante una labor propagandística, que al menos en un contexto de guerra civil en donde Lenin conservaba otras prioridades, no era desfavorable para el régimen bolchevique. 

#### La NEP

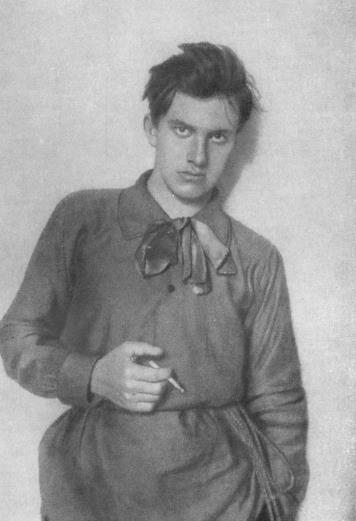
El poeta futurista Vladímir Mayakovski.

En muchos aspectos, el período de la NEP fue una época de relativa libertad y de experimentación para la vida social y cultural de la Unión Soviética. Tras la guerra civil, se postula como el verdadero momento de vitalidad de la esfera cultural y experimentación artística. Se crean editoriales, compañías teatrales, revistas y compañías de cine. El gobierno toleró una variedad de tendencias en estos campos, siempre y cuando no fueran abiertamente hostiles al gobierno. En el arte y la literatura, numerosas escuelas, algunas tradicionales y otras radicalmente experimentales, proliferaron. Los escritores comunistas Maksim Gorki y Vladímir Mayakovski fueron activos durante este tiempo, pero otros autores, que muchas de sus obras fueron reprimidas más tarde, publicaron trabajos que carecían de contenido político socialista. 
En medio de las discusiones artísticas y estéticas, se dio pie al Constructivismo, una vanguardia, constituida por arquitectos, teóricos del arte, escultores y pintores, que sostenía la necesidad de crear arte útil. En relación con esa búsqueda, se plantearon construir obras en tres dimensiones y se opusieron a la composición en dos dimensiones, como era el caso del cuadro de caballete. Se instaló en Rusia la noción de un nuevo artista-ingeniero o artista-constructor que debía reunir tanto capacidad y talento artísticos, como conocimientos técnicos. De esta manera, los constructivistas quisieron, entre otras cosas, llevar la producción en serie de las fábricas a su arte. A su vez, se ocuparon de la producción de vestimenta y escenografía para obras de teatro y cine de izquierda radical. En este sentido, la concepción de los constructivistas era que el artista debía producir arte con una función social transformadora, lejos del mero goce estético que había caracterizado a la noción autónoma del arte de gran parte del siglo XIX.
Por su parte, el cine, como medio para influir a una sociedad mayoritariamente analfabeta, recibió el estímulo del Estado; muchos de los mejores trabajos del cineasta Serguéi Eisenstein datan de este período. En el ámbito cinematográfico, se empezó a utilizar la técnica del montaje como parte de la indagación y el análisis sobre la forma de estimular las mentes de los ciudadanos rusos. Se consideraba que, a partir del montaje, se podía entrenar la mente humana para ver el mundo de cierta manera, desde cierta óptica particular y deseable. Cabe destacar que este interés por la influencia de imágenes y técnicas sobre el cerebro se inscribió en un contexto de veneración por la máquina y de confianza en el progreso tecnológico.
La educación, bajo el comisario Anatoli Lunacharski, entró en una fase de experimentación basada en las teorías de aprendizaje paulatino. Al mismo tiempo, el Estado amplió el sistema escolar primario y secundario e introdujo las escuelas nocturnas para los adultos que trabajaban. La calidad de una educación superior sufrió, en parte, debido a las políticas de admisiones preferentes hacia los aspirantes de la clase proletaria sobre aquellos de orígenes burgueses, sin importar las calificaciones de los aspirantes.
Bajo la NEP el Estado facilitó su activa persecución de la religión iniciada durante el comunismo de guerra pero continuó para hacer campaña a favor del ateísmo. El partido apoyó el movimiento de reforma "Viviendo la Iglesia" dentro de la Iglesia Ortodoxa Rusa, con la esperanza de que socavaría la fe en la iglesia, pero el movimiento se extinguió a finales de 1920.
En la vida familiar, las actitudes llegaron a ser generalmente más permisivas. El Estado legalizó el aborto, e hizo que el divorcio fuera progresivamente más fácil de obtener. En general, las actitudes tradicionales de las instituciones tales como el matrimonio fueron cambiando lentamente mediante la promoción del partido de los ideales revolucionarios.

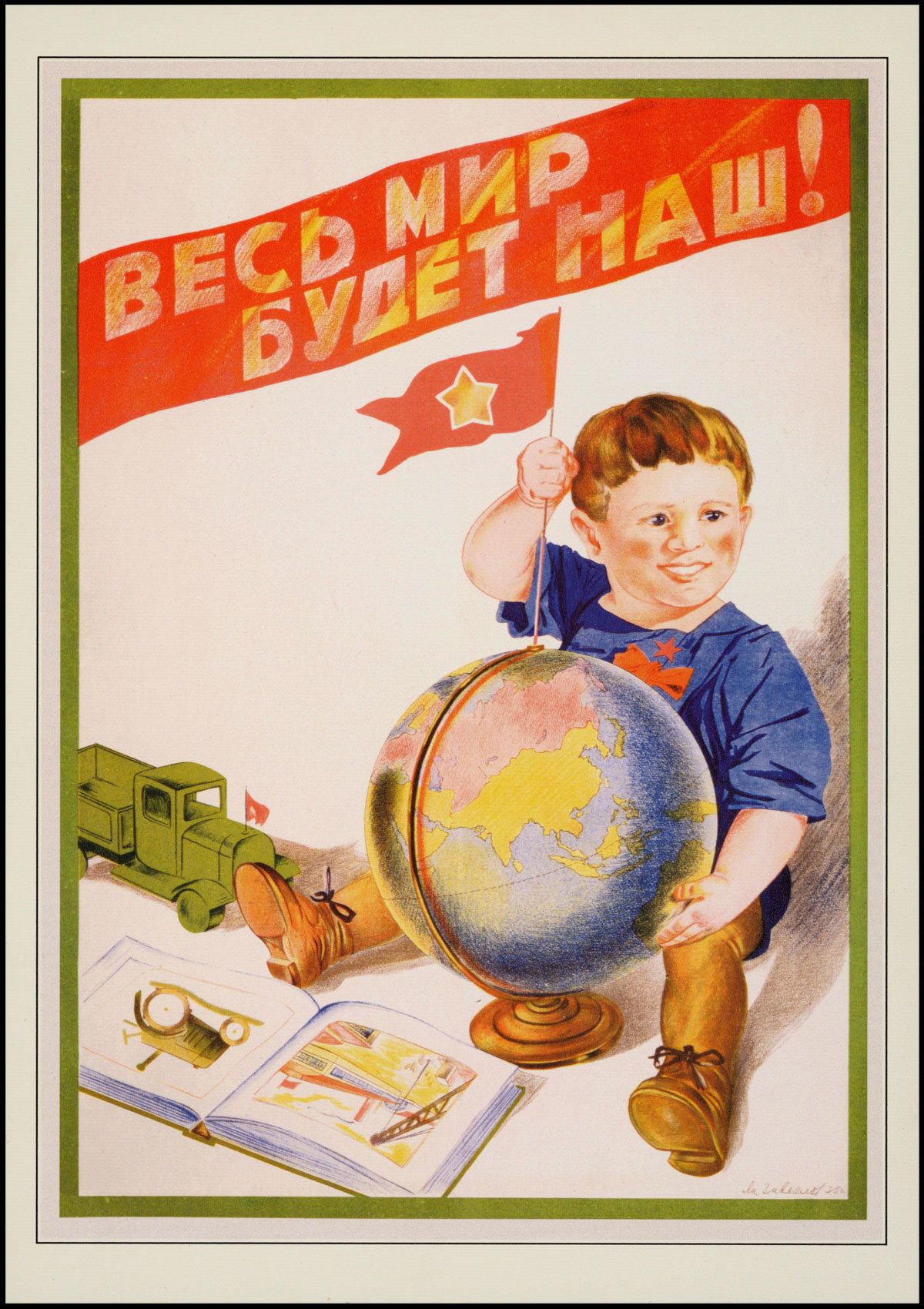
Todo el mundo será nuestro, póster de Yákov Zaviálov, 1935

### Los años de Stalin
Tanto los líderes políticos como los ciudadanos compartieron una visión utópica durante el período bolchevique, caracterizada por la noción de un mundo humano y natural transformado por la industrialización y la tecnología moderna, sin ideas concretas sobre las relaciones y estructuras sociales. Se basó en la promesa y la esperanza de un futuro radiante, distinto del pasado miserable y un presente caótico. Se requería del hombre nuevo soviético para la consolidación de esta utopía. Es una visión casi imperial, centrada en el dominio del espacio geográfico y el ambiente natural.

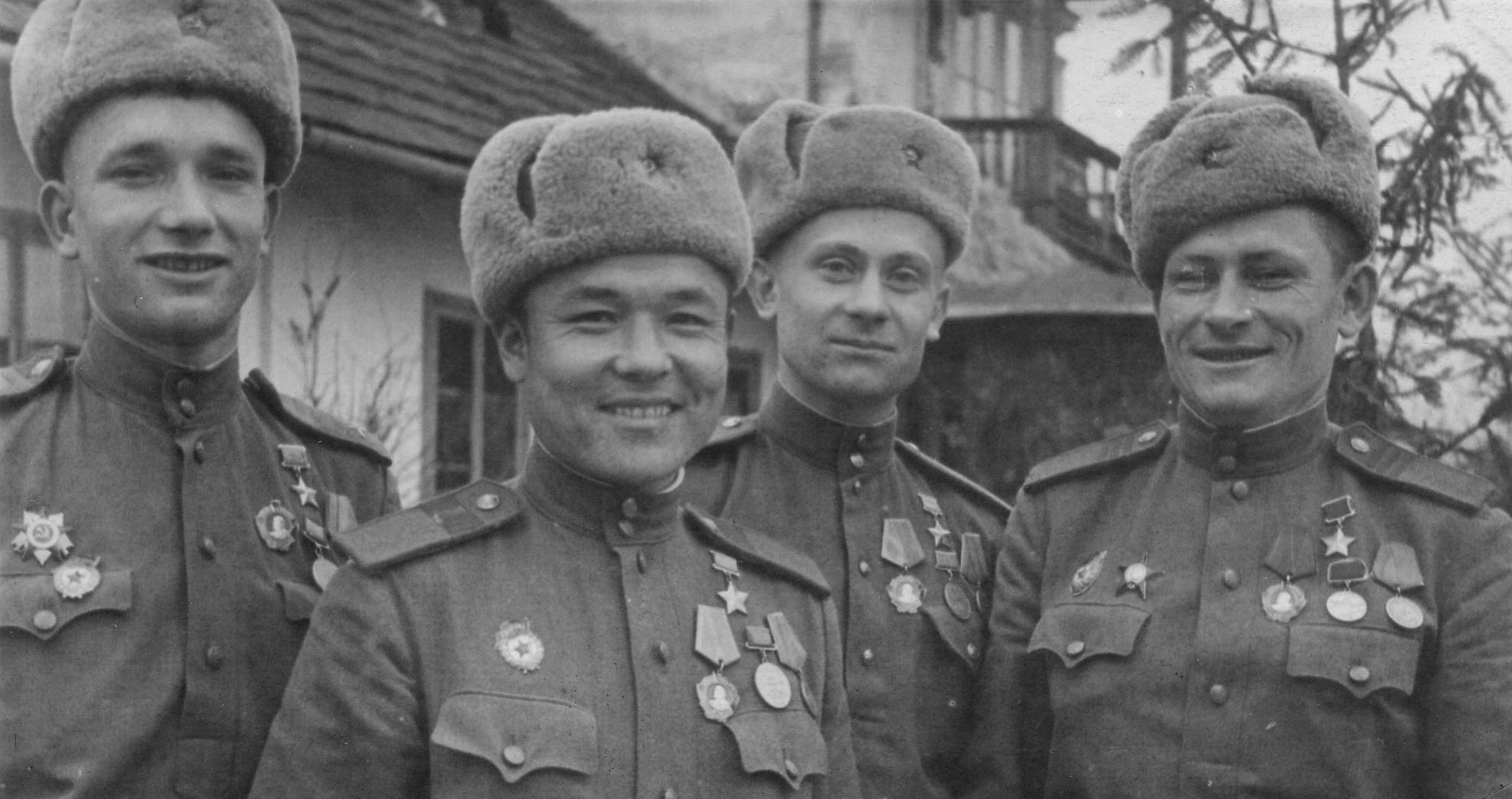
Héroes soviéticos de las fortificaciones del Dnieper.

#### Heroísmo
En el período estalinista, se promovió la idea de que todos podían ser héroes, incluso las personas comunes. El hombre soviético se convirtió en Hombre con mayúscula. A esta figura de la nueva era se la caracterizó por ser grande, audaz, fuerte y trabajadora. También se admiraron héroes individuales, como los exploradores al Polo que participaron de las expediciones desde 1955, aviadores (Chkálov), guardias fronterizos, jugadores de ajedrez, futbolistas del Club Dinamo, científicos, héroes de la guerra civil (Chapáyev, Shchors) y los líderes del partido y militares (Stalin, Voroshílov). Los héroes individuales o arquetípicos eran reconocidos por lograr lo imposible, por haber permitido el progreso en la Unión Soviética. Estas figuras fueron utilizadas en la propaganda soviética, como símbolo de la capacidad de los nuevos hombres. También se llevaron a cabo películas, obras de teatro y actos nacionales para celebrar a los héroes (comunes y arquetípicos) y en publicaciones de Gorki se relataron logros extraordinarios de gente común y relatos de aventuras.

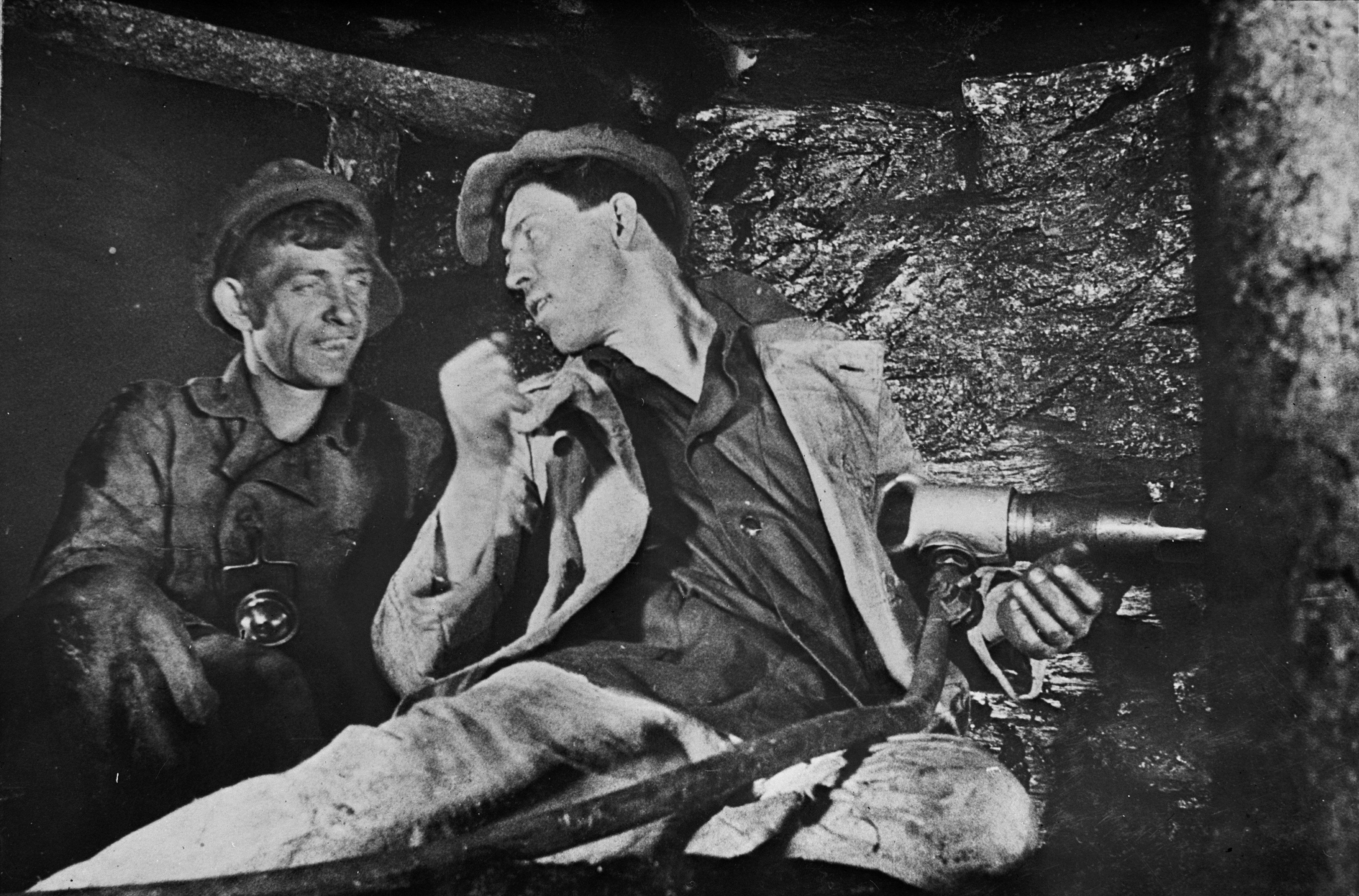
Alexei Stakhanov (centro)

Stalin, por su parte, adoptó una figura paternalista, se encargó de recibir y felicitar a los héroes reconocidos por el pueblo, como padre de éstos. Las celebridades ordinarias (o celebridades por un día) eran gente común como obreros, maestros, vendedores, que se convertían en héroes en el discurso propagandístico y político. De esta dinámica surgió el estajanovismo, un movimiento obrero socialista impulsado por Stajánov que incentivaba al aumento de la productividad laboral, basado en la propia iniciativa de los trabajadores.

#### Renacimiento social
Era común en la retórica soviética la imagen de la revolución de 1917 como segundo nacimiento. En este sentido, era el trabajo lo que permitía renacer a los hombres. El trabajo, bajo las condiciones soviéticas, se consideraba una experiencia transformadora porque era colectivo y estaba impregnado de un sentido de propósito. Además, la idea de que los hombres podían rehacerse era muy importante para la cosmovisión soviética. En la prensa abundan historias de delincuentes que se recuperaban. En estos relatos, el nuevo hombre soviético emerge tras quitarse de encima la suciedad y la corrupción de su vieja vida. Existen varias obras literarias con esta temática como Poema Pedagógico de Antón Makárenko.

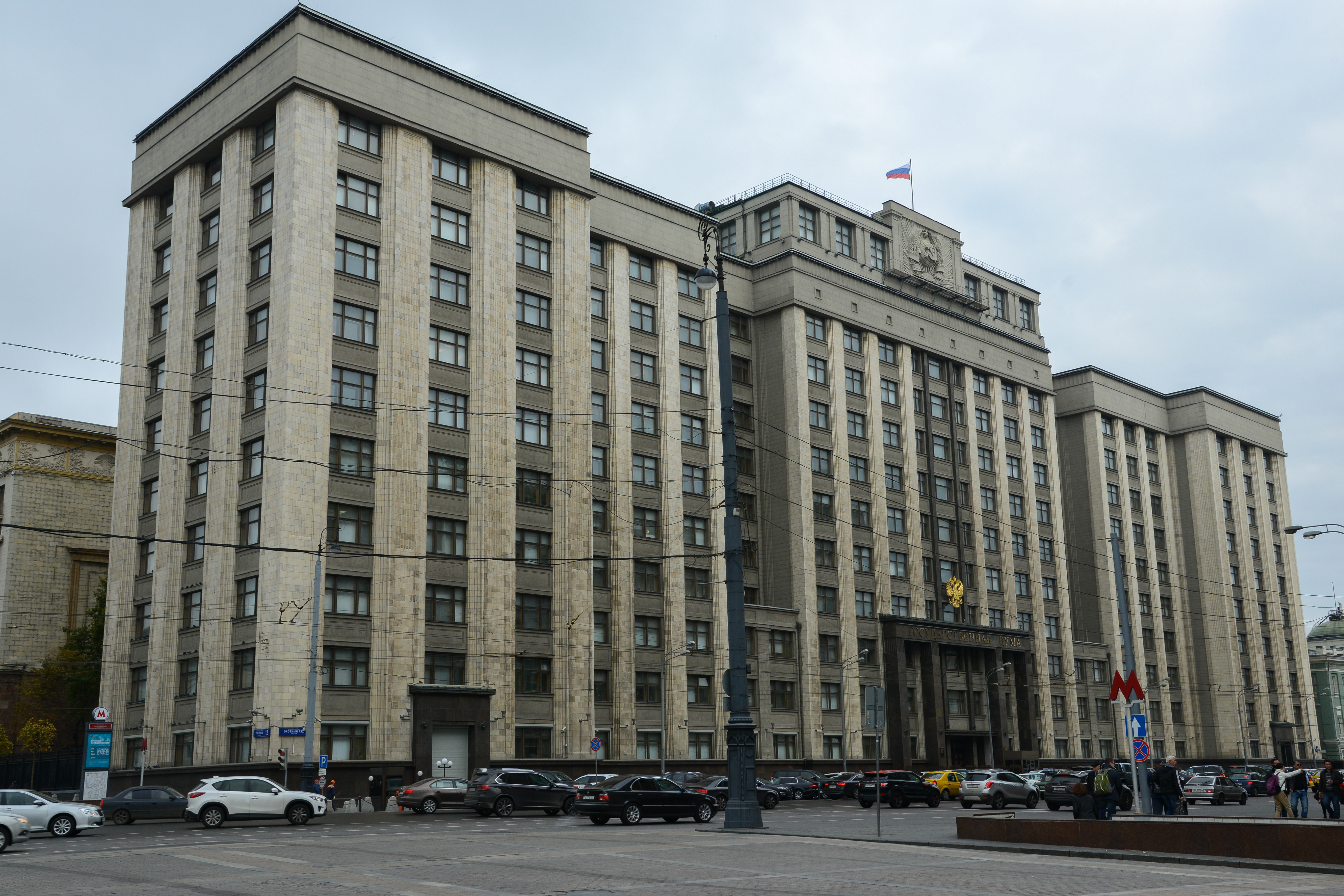
Arquitectura Barroco estalinista

La industria moderna fue clave para la transformación y consolidación material de la utopía soviética. Se veía a la industrialización como un mecanismo para rescatar a los habitantes de la opresión colonialista de los tiempos zaristas y ofrecerles la igualdad en el centro de Rusia. A la vez, se buscaba cumplir con una misión civiliza-dora sobre los habitantes atrasados de la Unión Soviética. Para ello, se consideró necesario cambiarlo todo; calles, casas, ciudades, el orden social e incluso las almas humanas. Hubo también diseño de grandes planos, proyectos y modelos, algunos de magnitudes imperiales, como parte de megalomanía y del nuevo estilo de arquitectura soviética que se buscaba crear, como por ejemplo, el barroco estalinista.
Entre los proyectos se encuentra el Plan general para la reconstrucción de Moscú que se suponía establecería un modelo de planificación urbana en todo el país y proporciona un modelo de capital socialista con el objetivo de maravillar por igual a los extranjeros y a los ciudadanos soviéticos.
Entre los logros del régimen estalinista, impulsado por las expectativas utópicas, se encuentra el incremento en la mano de obra asalariada, en la tasa de alfabetización, una mayor urbanización y escolarización de los niños. Lo que es acorde a la cosmovisión soviética de que el hombre puede rehacerse o renacer como uno nuevo y mejor. El hombre nuevo soviético se entendía como la adopción de una nueva forma de comportarse y de pensar, con hábitos más civilizados, mayor educación y una amplia participación en la modernización y la industria. El trabajo formaba parte de la experiencia transformadora, porque era colectivo y estaba impregnado de un sentido de propósito. Durante el zarismo se consideraba una tarea agotadora, bajo el socialismo se interpretó como el sentido de la vida. El gobierno se encargó enfáticamente de hacer públicos sus logros con el objetivo de mostrar superioridad ante occidente en un contexto en el cual la URSS se encontraba rodeada de potencias capitalistas.

#### Arte
Las artes durante el gobierno de Iósif Stalin se caracterizaron por el aumento y la dominación del estilo impuesto por el gobierno del realismo socialista, con el resto de las tendencias siendo severamente reprimidas y con raras excepciones (como por ejemplo, muchas obras notables de Mijaíl Bulgákov - sin embargo, su obra completa El maestro y Margarita fue publicada únicamente en 1966). Muchos escritores fueron duramente reprimidos por el estalinismo, siendo ejemplos, Osip Mandelshtam, Isaak Bábel y Borís Pilniak. Andréi Platónov debió trabajar como vigilante y no se le permitió publicar. Después de un corto período de renacimiento de la literatura ucraniana, más de 250 escritores soviéticos de Ucrania, murieron durante la Gran Purga (por ejemplo, Valeran Pidmohyl'nyi (1901-1937)) (denominado El Renacimiento Ejecutado). Las obras de los autores encarcelados fueron confiscadas por el NKVD y algunas de ellas fueron publicadas más tarde. Los libros fueron retirados de las bibliotecas y destruidos.

### A finales de la Unión Soviética

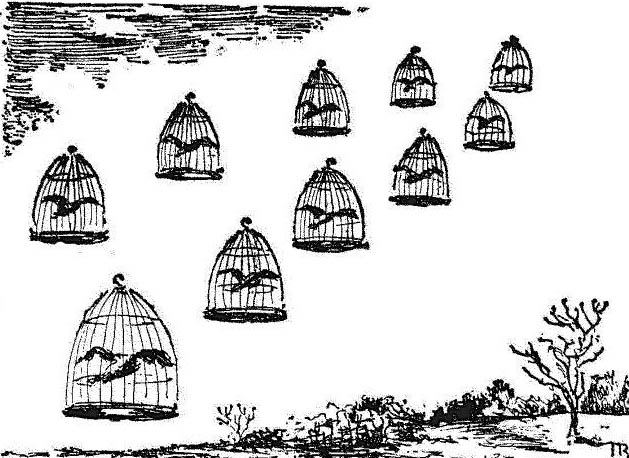
Vitaliy Peskov. Caricatura de la vida soviética (de los años 1970).

En los años 60, 70 y 80, la época de Brézhnev, un período distintivo en el desarrollo de la cultura soviética caracterizado por una  vida pública conformista y un enfoque intenso en la vida personal. En los últimos años de la Unión Soviética su cultura popular se caracterizó por la entrada de la cultura popular estadounidense ejemplificada por la moda de los pantalones vaqueros.
En las Artes, la liberalización de todos los aspectos de la vida desde el deshielo de Jrushchov creó la posibilidad de que las distintas formas de arte disidentes y no formales evolucionaran.
Una mayor experimentación en las formas de arte llegaron a ser admisibles en la década de 1970, resultando en la producción de obras más sofisticadas y sutilmente críticas. El gobierno aflojó las restricciones del realismo socialista; así, por ejemplo, muchos protagonistas de las novelas del autor Yuri Trífonov se preocupaban más por ellos mismos con los problemas de la vida cotidiana que con la construcción del socialismo. En la música, aunque el Estado continuó frunciendo el ceño ante los géneros occidentales como el jazz y el rock, comenzó a permitir que los grupos musicales occidentales especializados en estos géneros hicieran apariciones limitadas. Sin embargo, el compositor nativo de baladas populares Vladímir Vysotski, fue muy popular en la Unión Soviética y se le negó el reconocimiento oficial por sus letras iconoclastas.
El rock soviético apareció en los años 60. Sin embargo, si los grupos pueden actuar sin dificultad mientras sus miembros sean estudiantes, una vez terminada la época universitaria se impone una elección: un estatuto oficial -el de "conjunto vocal e instrumental" que debe obtener una autorización para cada una de sus canciones-, o la underground, donde las grabaciones en casetes de audio se producen libremente y se distribuyen en una relativa clandestinidad. Se considera clandestino todo lo que se aparta de las normas: las de corrección, que implican evitar el uso de vocabulario coloquial, que rápidamente se considera vulgar, y tener una apariencia aceptable, incluida la vestimenta; las de patriotismo, considerándose algunas demasiado influenciadas por la música occidental, etc. Los artistas deben dar un buen ejemplo. Esto no impide que grupos pop autorizados hagan música occidentalizada. Sin embargo, los músicos de la escena underground no pueden obtener ingresos de su música y se ven obligados a trabajar fuera de ella. El Leningrad Rock-Club se convertirá en un lugar esencial para el desarrollo de la música rock en el país.